# Charles Clerke
Charles Clerke (Weathersfield Hall, 1741 – Kamčatka, 1779) è stato un esploratore britannico.
Già marinaio di John Byron, partecipò a tutte le spedizioni di James Cook. Dopo l'uccisione di Cook durante il viaggio della Discovery e della Resolution, prese il comando della spedizione spingendola a nord, ma morendo di tubercolosi durante la navigazione.